# JINI
Đây là một tên người Triều Tiên, họ là Choi.
Choi Yun-jin (Hangul: 최윤진; Hán-Việt: Thôi Duẫn Chân; sinh ngày 16 tháng 4 năm 2004), hiện hoạt động dưới nghệ danh JINI (Hangul: 지니), là một nữ ca sĩ thần tượng người Hàn Quốc trực thuộc Sublime Artist Agency. Cô cũng được biết đến với tư cách là cựu thành viên của nhóm nhạc nữ NMIXX của công ty JYP Entertainment dưới nghệ danh cũ là Jinni

## Tiểu sử
JINI sinh ngày 16 tháng 4 năm 2004 ở Haeundae-gu, Busan, Hàn Quốc. Nữ idol hiện đang theo học trường Trung học nữ Changdeok. Cô là 1 trong 3 thành viên đầu tiên của NMIXX được tiết lộ qua một video biểu diễn vũ đạo. Cô ấy bắt đầu học nhảy vì chị họ của cô ấy đi học ở một học viện khiêu vũ. Ngay khi JYP tung video cover Mama , JINI đã được khen ngợi hết lời nhờ nhan sắc sắc sảo, body chuẩn chỉnh. Vẻ đẹp của JINI còn được nhận xét mang nhiều nét hao hao đàn chị nổi tiếng Sana (TWICE) và Kwon Eun-bi (cựu thành viên IZ*ONE, nghệ sĩ solo). Trong trailer debut, JINI cũng gây ấn tượng trong màu tóc hồng, khoe vũ đạo xuất sắc cùng giọng hát quyến rũ. JINI sẽ là gương mặt tỏa sáng trong đội hình NMIXX, xứng danh center của girlgroup nhà JYP.
Trước khi ra mắt, JINI đã từng xuất hiện trong MV “Lucky Charm” của tiền bối Nichkhun, thành viên nhóm nhạc nam 2PM.
Ngày 9 tháng 12 năm 2022, JYP thông báo JINI chính thức rời nhóm vì lý do cá nhân, vì vậy nhóm NMIXX sẽ tiếp tục hoạt động với 6 thành viên còn lại.
Ngày 14.4, Sublime Artist Agency chính thức thông báo cựu thành viên Jinni đã kí hợp đồng độc quyền với UAP (United Artist Production) và đổi nghệ danh thành JINI.

## Sự nghiệp

### 2016 - 2020: Trước khi debut
JINI được JYP mời đi casting khi cô đang đến trung tâm học nhảy cùng với bạn (lúc đó cô chỉ mới 10-11 tuổi) và cô đã casting bằng bài hát 'No No No' (APink) cùng với một điệu nhảy Jazz. Cô là thực tập sinh của JYP Entertainment trong 6 năm và chính thức gia nhập JYP Entertainment vào năm 2016, khi đấy nữ thần tượng chỉ mới 12 tuổi. JINI và các thực tập sinh khác của JYP đã từng xuất hiện trong chương trình sống còn của Stray Kids vào năm 2017. Trong thời gian thực tập sinh, cô ấy ở chung ký túc xá với Yeji của ITZY và họ rất thân thiết. Họ thậm chí còn giữ liên lạc và thân thiết ngay cả khi đã ra mắt.
- Ngày 25 tháng 8 năm 2017, cô biểu diễn tại hội nghị thực tập sinh do JYP Entertainment tổ chức [14]
- Năm 2017, JINI biểu diễn tại hội nghị thực tập sinh của JYP "HOMECOMING"[15]
- Ngày 23 tháng 8 năm 2018, cô đã biểu diễn tại hội nghị thực tập sinh của JYP mang tên "JYP TRAINEE SHOWCASE HOME COMING <SUMMER NIGHTS> 2018!"[16]
- Ngày 8 tháng 11 năm 2018, JINI đã xuất hiện trong MV “Lucky Charm” của Nichkhun, thành viên nhóm nhạc nam 2PM.[17][18]
- Ngày 29 tháng 8 năm 2019, JINI cùng các thực tập sinh khác tham gia một showcase với tên gọi "2019 JYP Homecoming: Get Your Glow On!".

### 2021: Chuẩn bị debut
Vào ngày 9 tháng 7 năm 2021, một đoạn teaser được tiết lộ, có cụm từ Your Next Favorite Girl group làm dấy lên tin đồn rằng JYP Entertainment sẽ sớm ra mắt một nhóm nhạc nữ mới (bây giờ được gọi là Nmixx. Ngày 5 tháng 8 năm 2021, cô được JYP giới thiệu trong đội hình nhóm nữ mới cùng Kyujin và Jiwoo thông qua video trình diễn ca khúc Press của Cardi B được đăng tải trên kênh Youtube chính thức. Sau đó, cô lại tiếp tục xuất hiện với bản cover Mama, khéo léo khoe kỹ năng thanh nhạc tương đối ổn định.

### 2022: Debut Với NMIXX, Rời NMIXX Chưa Đầy 1 Năm Ra Mắt
Vào ngày 22 tháng 2 năm 2022, JINI chính thức ra mắt công chúng với tư cách là Center, Main Dancer, Lead Rapper và Sub Vocalist và phát hành Single Album đầu tay “Ad Mare”. Vào ngày 16 tháng 3 năm 2022, JINI được thông báo nhiễm Covid-19 và sẽ tạm ngừng mọi hoạt động với NMIXX bao gồm cả những lịch trình dự kiến trước đó .
Vào ngày 7 tháng 5, JINI cùng NMIXX đã tham gia lễ hội 'KCON 2022 Premier in Seoul'  được tổ chức tại Trung tâm CJ ENM ở Sangam-dong, Mapo-gu, Seoul.
Vào ngày 31 tháng 7, NMIXX sẽ phát hành bản REMAKE/COVER 'KISS' thuộc 'SUMMER VACATION PROJECT' vào ngày 31/7.
Ngày 9 tháng 12 năm 2022, JYP thông báo JINI đã chấm dứt hợp đồng độc quyền với công ty và sẽ không còn là thành viên của nhóm nữa. Trong một bức thư gửi người hâm mộ, JYP Entertainment đã chia sẻ rằng JINI sẽ rời công ty và nhóm vì lý do cá nhân, sau đó NMIXX sẽ tiếp tục hoạt động với sáu thành viên.

### 2023: Trở lại hoạt động sau 3 tháng, lập Instagram riêng, gia nhập công ty mới
Thời gian dần qua, fan cũng dần chấp nhận sự thật rằng NMIXX sẽ tiếp tục hoạt động với 6 thành viên và hy vọng JINI sẽ tìm được con đường riêng cho bản thân cô. Mới đây, các fan của NMIXX liên tục nhận được tin vui khi nhóm đang chuẩn bị comeback – một sự trở lại được chuẩn bị chỉnh chu từ hình ảnh đến âm nhạc và dự đoán sẽ “hợp gu công chúng” – và JINI cũng bất ngờ lập tài khoản Instagram cá nhân sau nhiều tháng im ắng.
Trên trang Instagram cá nhân của mình, cô đã đăng tải những bức ảnh đầu tiên. Nhan sắc xinh đẹp cùng phong cách thời trang ổn áp của cô nàng nhận được nhiều lời khen từ cộng đồng mạng. Các fan cũng rất phấn khởi vì sự trở lại của Jinni dù cô nàng không còn là là một mảnh ghép của NMIXX. Nhiều người dự đoán, có thể JINI đang chuẩn bị cho một sự trở lại đầy mới mẻ trên con đường sự nghiệp của mình.
Ngày 14 tháng 4, Sublime Artist Agency chính thức thông báo cựu thành viên Jinni đã kí hợp đồng độc quyền với UAP (United Artist Production) và đổi nghệ danh từ Jinni thành JINI. Sublime tiết lộ thêm, thông qua một thỏa thuận với UAP, họ sẽ thay mặt công ty quản lý mới của JINI quản lý các hoạt động của nữ ca sĩ.
Ngày 16 tháng 4, công ty quản lý của JINI United Artist Production (UAP) đã phát hành một đoạn teaser ngắn đen trắng có tên “Stay Tuned” trên kênh YouTube của công ty mới của cô. Đoạn clip có cảnh JINI nhảy trong một phòng tập dượt.
Trong một tuyên bố trước đây với Star News , Sublime cũng tuyên bố rằng họ sẽ “cung cấp sự hỗ trợ hào phóng cho các hoạt động toàn cầu của nghệ sĩ UAP JINI”.

## Chương trình truyền hình (Show)
| Năm  | Tựa đề                            | Ghi chú           | Vai trò             | Tham gia cùng            |
| 2022 | Weekly Idol                       | EP.550            | Khách mời           | Các thành viên của NMIXX |
| 2022 | Show Champion                     | EP.426            | Khách mời           | Các thành viên của NMIXX |
| 2022 | M Countdown                       | EP.742            | Khách mời           | Các thành viên của NMIXX |
| 2022 | Music Bank                        | 220923            | Khách mời           | Các thành viên của NMIXX |
| 2022 | Kiss the Radio                    | 220309            | Khách mời           | Các thành viên của NMIXX |
| 2022 | Show! Music Core                  | 220305 220326     | Khách mời           | Các thành viên của NMIXX |
| 2022 | Inkigayo                          | 20220306 20220327 | Khách mời           | Các thành viên của NMIXX |
| 2022 | After_zzZ                         | EP.26             | Khách mời           | Các thành viên của NMIXX |
| 2022 | Weekly Idol                       | EP.580            | Khách mời           | Các thành viên của NMIXX |
| 2022 | Idol Human Theater                | EP.28             | Khách mời           | Các thành viên của NMIXX |
| 2022 | The Silence of IDOL               | EP.23             | Khách mời           | Các thành viên của NMIXX |
| 2022 | Mixxtream                         | EP.1-22           | Thànhh viên cố định | Các thành viên của NMIXX |
| 2022 | Mixxtory                          | All               | Thànhh viên cố định | Các thành viên của NMIXX |
| 2022 | Idol's Snack Spree                | EP.6              | Khách mời           | Các thành viên của NMIXX |
| 2022 | M Countdown                       | EP.745            | Khách mời           | Các thành viên của NMIXX |
| 2022 | Pick Nmixx                        | All               | Thành viên cố định  | Các thành viên của NMIXX |
| 2022 | Adola School Season 3: PR on Idol | EP.32             | Khách mời           | Các thành viên của NMIXX |
| 2022 | Idol Human Theater                | EP.64             | Khách mời           | Các thành viên của NMIXX |
| 2022 | M Countdown                       | EP.771            | Khách mời           | Các thành viên của NMIXX |
| 2022 | Aiki's Thumbs Up                  | EP.28             | Khách mời           | Các thành viên của NMIXX |
| 2022 | Kim Goo Ra's Latte 9              | EP.19             | Khách mời           | Các thành viên của NMIXX |
| 2022 | Nextrend                          | EP.5              | Khách mời           | Các thành viên của NMIXX |
| 2022 | Nextrend                          | All               | Thành viên cố định  | Các thành viên của NMIXX |
| 2022 | Show! Music Core Coin Karaoke     | EP.14             | Khách mời           | Các thành viên của NMIXX |
| 2022 | ISAC 2022                         | ALL               | Thí sinh            | Các thành viên của NMIXX |
| 2022 | Nmixx in Wonderland               | ALL               | Thành viên cố định  | Các thành viên của NMIXX |
| 2022 | Music Universe K-909              | EP.1              | Khách mời           | Các thành viên của NMIXX |
| 2022 | Dream Center Study Room           | EP.2              | Khách mời           | Các thành viên của NMIXX |
| 2022 | I Live as an Idol                 | EP.1              | Khách mời           | Các thành viên của NMIXX |

## Quảng cáo và thời trang

### Hợp đồng quảng cáo và Thời trang
| Năm  | Thương hiệu và Sản phẩm | Ghi chú      | Hợp tác với |
| 2022 | DAZED KOREA             | Chụp tạp chí | Cùng NMIXX  |
| 2022 | Loewe                   | Chụp tạp chí | Cùng NMIXX  |

## Danh sách đĩa nhạc

### SOLO

#### Là nghệ sĩ hợp tác
| Tựa đề                                          | Năm  | Thứ hạng cao nhất | Thứ hạng cao nhất | Doanh số    | Album |
| Tựa đề                                          | Năm  | KOR               | KOR               | Doanh số    | Album |
| Tựa đề                                          | Năm  | Circle            | JPN               | Doanh số    | Album |
| ----------------------------------------------- | ---- | ----------------- | ----------------- | ----------- | ----- |
| "Lucky Charm" (xuất hiện trong MV của Nichkhun) | 2018 | 14                | 9                 | - HQ: 4,352 | ME    |

### Single albums
| Tên     | Thông tin | Peak chart positions | Sales          |                  |
| Tên     | Thông tin | KOR                  | Sales          |                  |
| ------- | --- | -------------------- | -------------- | ---------------- |
| Ad Mare | - Phát hành: 22 tháng 2 năm 2022 - Hãng đĩa: JYP Entertainment, Dreamus - Định dạng: CD, digital download, streaming | 1                    | - KOR: 490,273 | - KMCA: Platinum |
| Entwurf | - Phát hành: 19 tháng 8 năm 2022 - Hãng đĩa: JYP, Dreamus - Định dạng: CD, digital download, streaming               | 1                    | - KOR: 483,736 | —                |

#### Singles
| Tên                                                                                     | Năm  | Peak chart positions | Peak chart positions | Peak chart positions | Peak chart positions | Peak chart positions | Peak chart positions | Peak chart positions | Peak chart positions | Peak chart positions | Album   |
| Tên                                                                                     | Năm  | KOR                  | KOR                  | JPN Hot              | MLY                  | MLY                  | SGP                  | SGP                  | VIE Hot              | WW                   | Album   |
| Tên                                                                                     | Năm  | Circle               | Hot                  | JPN Hot              | RIM                  | Songs                | RIAS                 | Songs                | VIE Hot              | WW                   | Album   |
| --------------------------------------------------------------------------------------- | ---- | -------------------- | -------------------- | -------------------- | -------------------- | -------------------- | -------------------- | -------------------- | -------------------- | -------------------- | ------- |
| "O.O"                                                                                   | 2022 | 81                   | 63                   | 42                   | 8                    | 17                   | 16                   | 18                   | 38                   | 138                  | Ad Mare |
| "Dice"                                                                                  | 2022 | 53                   | 16                   | 56                   | —                    | —                    | 20                   | 23                   | 74                   | 155                  | Entwurf |
| "—" biểu thị bản ghi không có bảng xếp hạng hoặc không được phát hành trong lãnh thổ đó |      |                      |                      |                      |                      |                      |                      |                      |                      |                      |         |

#### Đĩa quảng bá
| Tên                                                                                     | Năm  | Peak chart positions | Album                         |
| Tên                                                                                     | Năm  | KOR Circle           | Album                         |
| --------------------------------------------------------------------------------------- | ---- | -------------------- | ----------------------------- |
| "Hey Gabby!" (안녕 개비!)                                                               | 2022 | —                    | Gabby's Dollhouse X NMIXX     |
| "Kiss" (Rainbow cover)                                                                  | 2022 | —                    | Đĩa đơn không nằm trong album |
| "—" biểu thị bản ghi không có bảng xếp hạng hoặc không được phát hành trong lãnh thổ đó |      |                      |                               |

#### B-side
| Tên                                                                                     | Nmaw | Peak chart positions | Album   |
| Tên                                                                                     | Nmaw | KOR Circle           | Album   |
| --------------------------------------------------------------------------------------- | ---- | -------------------- | ------- |
| "Tank" (占)                                                                             | 2022 | —                    | Ad Mare |
| "—" biểu thị bản ghi không có bảng xếp hạng hoặc không được phát hành trong lãnh thổ đó |      |                      |         |

## Danh sách video

### Video âm nhạc
| Tên           | Năm  | Đạo diễn        | Thời lượng | Nhà tài trợ       |
| ------------- | ---- | --------------- | ---------- | ----------------- |
| "Lucky Charm" | 2018 |                 | 4:08       | JYP Entertainment |
| "O.O"         | 2022 | Digipedi        | 3:33       | CocaCola          |
| "Dice"        | 2022 | HighQualityFish | 3:18       | JYP Entertainment |